# A1 Team Russland
Das A1 Team Russland (engl. Stilisierung: A1Team.Russia) war das russische Nationalteam in der A1GP-Serie.

## Geschichte

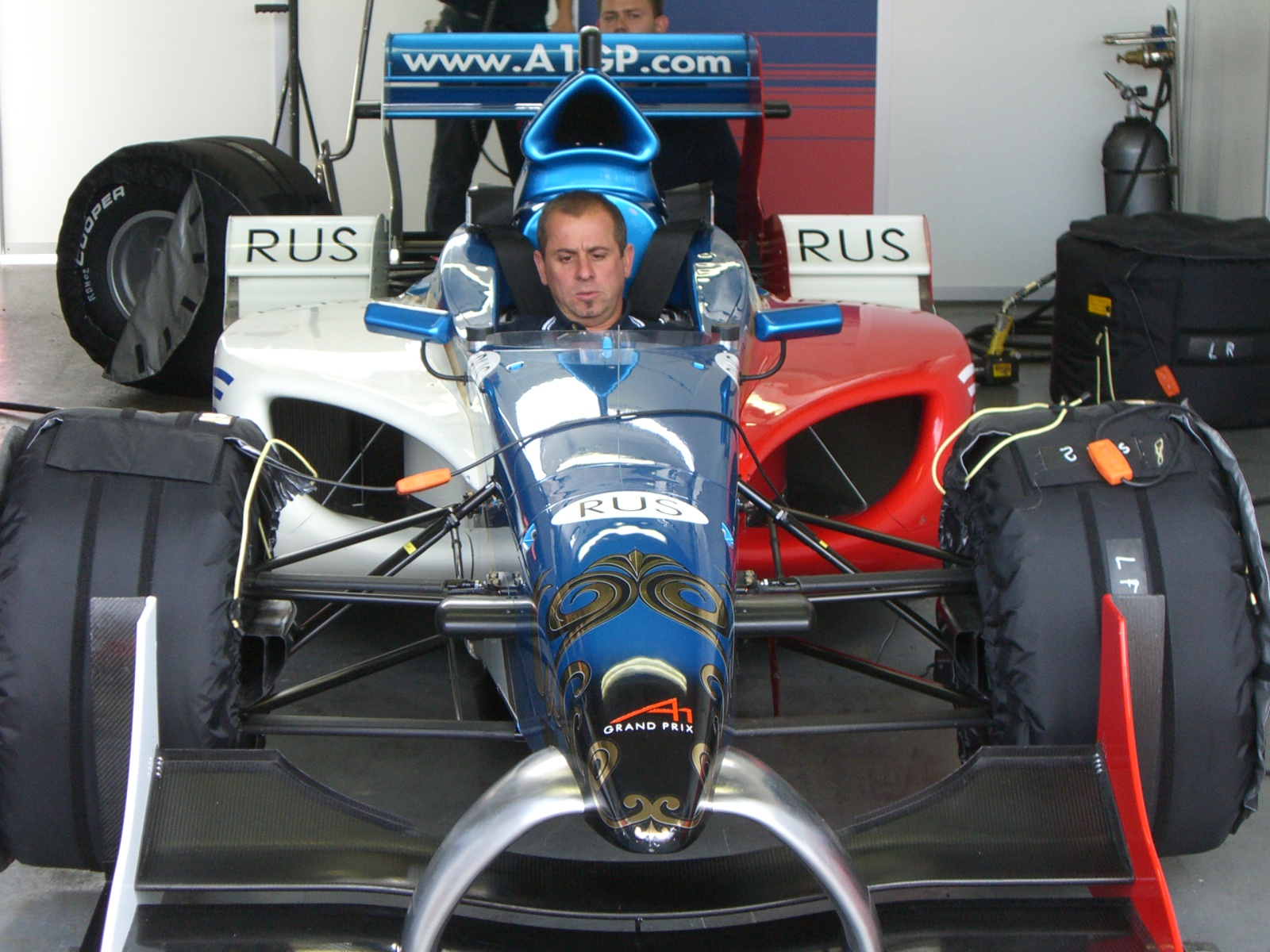
A1 Team Russland beim Motorentest

Das A1 Team Russland wurde von Swetlana Strelnikowa gegründet; als Rennstall fungierte das Team Russian Age Racing.
Das Team trat in der ersten Saison an, bestritt aber nur drei Rennwochenenden, nämlich Brands Hatch, Estoril und Eastern Creek. Das beste Ergebnis war hierbei ein 13. Platz durch Roman Russinow im Sprintrennen in Eastern Creek. Am Rennwochenende auf dem EuroSpeedway Lausitz hatte es nicht teilgenommen, als offizielle Begründung wurde eine Umstrukturierung des Teams genannt. Nach dem Rennwochenende in Eastern Creek trat das Team nicht mehr in Erscheinung. Es beendete die Saison auf dem 25. Gesamtplatz ohne Punkte.

## Fahrer
Das A1 Team Russland setzte an den Rennwochenenden fünf verschiedene Fahrer ein, von denen drei auch an den Rennen selbst teilnahmen.

### Übersicht der Fahrer
| Fahrer             | RG | SR | HR | RS | 1. Pl.  | 2. Pl.  | 3. Pl.  | PP | SRR | Pkt. |
| ------------------ | -- | -- | -- | -- | ------- | ------- | ------- | -- | --- | ---- |
| Wassiljew, Alexei  | 2  | 1  | 1  | -  | 0 (0/0) | 0 (0/0) | 0 (0/0) | 0  | 0   | 0    |
| Aljoschin, Michail | 2  | 1  | 1  | -  | 0 (0/0) | 0 (0/0) | 0 (0/0) | 0  | 0   | 0    |
| Russinow, Roman    | 2  | 1  | 1  | -  | 0 (0/0) | 0 (0/0) | 0 (0/0) | 0  | 0   | 0    |

Legende: RG = Rennen gesamt; SR = Sprintrennen; HR = Hauptrennen; RS = Rookie-Sessions; PP = Pole-Position; SRR = schnellste Rennrunde
In der Liste nicht aufgeführt sind Nikolai Fomenko und Alexander Tjurjumin, die für das Team in Brands Hatch 2005 bzw. Estoril 2005 das zweite Training bestritten.

## Ergebnisse
| Saison | 1         | 1         | 2          | 2          | 3       | 3       | 4          | 4          | 5      | 5      | 6     | 6     | 7      | 7      | 8      | 8      | 9         | 9         | 10        | 10        | 11       | 11       | Rang | Punkte |
| ------ | --------- | --------- | ---------- | ---------- | ------- | ------- | ---------- | ---------- | ------ | ------ | ----- | ----- | ------ | ------ | ------ | ------ | --------- | --------- | --------- | --------- | -------- | -------- | ---- | ------ |
| 05/06  | Brands H. | Brands H. | EuroSpeed. | EuroSpeed. | Estoril | Estoril | Eastern C. | Eastern C. | Sepang | Sepang | Dubai | Dubai | Durban | Durban | Sentul | Sentul | Monterrey | Monterrey | Laguna S. | Laguna S. | Shanghai | Shanghai | 25.  | 0      |
| 05/06  | 23 WAS    | 15 WAS    |            |            | 15 ALJ  | 17 ALJ  | 13 RUS     | 20 RUS     |        |        |       |       |        |        |        |        |           |           |           |           |          |          | 25.  | 0      |

| Legende  | Legende            | Legende                                                          |
| Farbe    | Abkürzung          | Bedeutung                                                        |
| -------- | ------------------ | ---------------------------------------------------------------- |
| Gold     | –                  | Sieg                                                             |
| Silber   | –                  | 2. Platz                                                         |
| Bronze   | –                  | 3. Platz                                                         |
| Grün     | –                  | Platzierung in den Punkten                                       |
| Blau     | –                  | Klassifiziert außerhalb der Punkteränge                          |
| Violett  | DNF                | Rennen nicht beendet (did not finish)                            |
| Violett  | NC                 | nicht klassifiziert (not classified)                             |
| Rot      | DNQ                | nicht qualifiziert (did not qualify)                             |
| Rot      | DNPQ               | in Vorqualifikation gescheitert (did not pre-qualify)            |
| Schwarz  | DSQ                | disqualifiziert (disqualified)                                   |
| Weiß     | DNS                | nicht am Start (did not start)                                   |
| Weiß     | WD                 | zurückgezogen (withdrawn)                                        |
| Hellblau | PO                 | nur am Training teilgenommen (practiced only)                    |
| Hellblau | TD                 | Freitags-Testfahrer (test driver)                                |
| ohne     | DNP                | nicht am Training teilgenommen (did not practice)                |
| ohne     | INJ                | verletzt oder krank (injured)                                    |
| ohne     | EX                 | ausgeschlossen (excluded)                                        |
| ohne     | DNA                | nicht erschienen (did not arrive)                                |
| ohne     | C                  | Rennen abgesagt (cancelled)                                      |
| ohne     | keine WM-Teilnahme |                                                                  |
| sonstige | P/fett             | Pole-Position                                                    |
| sonstige | 1/2/3/4/5/6/7/8    | Punktplatzierung im Sprint-/Qualifikationsrennen                 |
| sonstige | SR/kursiv          | Schnellste Rennrunde                                             |
| sonstige | *                  | nicht im Ziel, aufgrund der zurückgelegten Distanz aber gewertet |
| sonstige | ()                 | Streichresultate                                                 |
| sonstige | unterstrichen      | Führender in der Gesamtwertung                                   |